# Eofelis
Eofelis es un género de mamíferos del orden de los carnívoros feliformes  de la familia Nimravidae con forma bastante parecida a los felinos modernos pero que no son parte del linaje de los gatos y no tiene descendientes vivos.
Sus fósiles fueron hallados en los terrenos de fosforitas de Quercy, en Francia, en un período del Eoceno hasta el Mioceno y se han determinado dos especies: E. giganteus y E. edwardsii. Esta última especie es la más abundante. E. giganteus era mucho mayor, con casi el doble de tamaño que E. edwardsii.